# Grace McCallum
Grace Ann McCallum, född 30 oktober 2002 i Cambridge i Minnesota, är en amerikansk gymnast.
McCallum var en del av USA:s lag som tog silver i lagmångkamp vid olympiska sommarspelen 2020 i Tokyo.